# Paul F. Tompkins
Paul Francis Tompkins, znany jako Paul F. Tompkins (ur. 12 sierpnia 1968 w Filadelfii) – amerykański aktor, komik i osobowość telewizyjna.